# 弗氏斯基法鱂
弗氏斯基法鱂（学名：Skiffia francesae），為輻鰭魚綱鯉齒目谷鳉科的其中一種。

## 分布
本魚原產於中美洲墨西哥，已於野外滅絕，並有多種人工培育種類。

## 特徵
本魚頭小，背部隆起，眼睛前突，雄魚在背鰭上有一個比較不突出凹槽，在體側邊上沒有不規則的黑色斑點；體呈灰色，在光線照策下具有金色的光澤。為了使卵容易受精，雄魚臀鰭部分的頭幾根鰭條與鰭的其他部分隔開。尾柄窄短，腹鰭、臀鰭及尾鰭紅褐色。背鰭軟條15至17枚；臀鰭軟條14至15枚；脊椎骨30至35枚。體長可達5公分。

## 經濟利用
為觀賞性魚類。

## 扩展阅读
維基物種上的相關：弗氏斯基法鱂